# Дворище (Дубровская волость)
Дворище — обезлюдевшая деревня в Себежском районе Псковской области России. Входит в состав сельского поселения «Себежское».

## География
Находится на юго-западе региона, в центральной части района, около небольшого озера.
Уличная сеть не развита.

## История
В 1802—1924 годах земли поселения входили в Себежский уезд Витебской губернии.
В 1941—1944 гг. деревня находилась под фашистской оккупацией войсками Гитлеровской Германии.
До 1 января 2011 года деревня Дворище входила в ныне упразднённую Дубровскую волость. В 2010 году, согласно Закону Псковской области от 03.06.2010 № 984-ОЗ, деревня Жуки после объединения пяти волостей (Глембочинской волости, Долосчанской, Дубровской, Лавровской и Томсинской) вошла в образованное муниципальное образование «Себежское сельское поселение».
В результате в Себежском сельском поселении образовались две деревни с названием Дворище.

## Население
| 2002 | 2010 |
| ---- | ---- |
| 0    | →0   |

## Инфраструктура
Было личное подсобное хозяйство.

## Транспорт
Деревня доступна по просёлочной дороге, с выездом на федеральную трассу М9.
От а/д Дубровка-Борисенки км.9+600 до дер. Дворище идёт автомобильная дорога общего пользования местного значения (идентификационный номер 58-254-870 ОП МП 58Н-067), длиной 0,5 км.